# معركة الحراش (1832)
معركة الحراش في ماي 1832م شملت الأرجاء الشرقية المتاخمة لمدينة الجزائر في الحراش وسهل متيجة.

## المعركة
كان وقع مجزرة العوفية التي جرت ما بين 6 و10 أفريل 1832م كبيرا على المقاومين الجزائريين في سهل متيجة ومنطقة القبائل.
فما كان من الحاج علي ولد سي سعدي المتواجد عند محمد بن زعموم في «قبيلة فليسة أومليل» منذ معركة الحراش في سنة 1831م، ضمن منطقة القبائل، إلا أن اغتنم الشعور بالحزن بسبب هذه الإبادة من أجل تحريض قبائل متيجة والزواوة بهدف الانتقام من الفرنسيين.
فبعد أسابيع قليلة من مجزرة العوفية في شهر أفريل 1832م، عَلِمَتْ قيادات قبيلتي «يسر» و«عمراوة» بأن مفرزة من الجنود الفرنسيين تقوم كل يوم بالذهاب لحصاد التبن في مراعي منطقة «رأس (الوطء) الموطئ» (بالفرنسية: Ras El Outa)‏ المختصرة بكلمة «راصوطة» (بالفرنسية: Rassauta)‏ قرب برج الكيفان.
فتم حشد مائة فارس زواوي وتحضير كمين للمفرزة الفرنسية بتاريخ 23 ماي 1832م على بُعد بعض المئات من الأمتار قرب «برج الحراش» الذي كانت «قبيلة العوفية» تتحكم فيه.
وتمت إثر نصب هذا الكمين المُحكَم مهاجمة ومفاجأة 27 جنديا من الفيلق الأجنبي الفرنسي و25 فارسا من صيادي أفريقيا من طرف الفرسان الزواوة لتتم إبادة 26 جنديا منهم بعد الاشتباك معهم، ونجاة جندي واحد تم أسره · .
وكانت هذه المفرزة تحت قيادة «النقيب سالومون دي موسي» (بالفرنسية: Commandant Salomon de Mussy)‏ بالنسبة لفرسان صيادي أفريقيا و«الملازم شام» (بالفرنسية: Lieutenant Cham)‏ دي الأصول السويسرية بالنسبة لجنود الفيلق الأجنبي الفرنسي الذي تم إنشاؤه بتاريخ 9 مارس 1831م من طرف الملك لويس فيليب الأول وكاتب الدولة للحرب الماريشال جان دو ديو سول · .
وكانت هذه الخسارة في الأرواح قد أغضبت الجنرال «صافاري دي روفيغو» بما جعله يستغرق كل شهر جوان 1832م في البحث عن السبل والوسائل للذهاب إلى أبعد من ساحل «رأس ماتيفو» (بالفرنسية: Cap Matifou)‏ قرب عين طاية قصد الهجوم الانتقامي من المقاومين الجزائريين · .
إلا أن جهود الجنرال «صافاري دي روفيغو» ذهبت سدى ولم يستطع تنظيم الهجوم المرتقب على المقاومين، في حين أن بلوغ منتصف شهر جوان عَجَّلَ في إخلاء موقع «برج الحراش» كالمعتاد من طرف الفرنسيين بسبب رطوبة المستنقعات وانتشار الأمراض المعدية خلال فصل الصيف ذي الحرارة المرتفعة · .

## مكتبة الصور

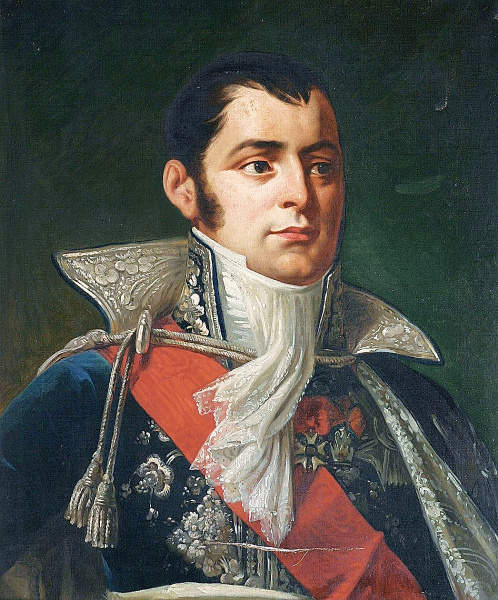
صافاري دي روفيغو
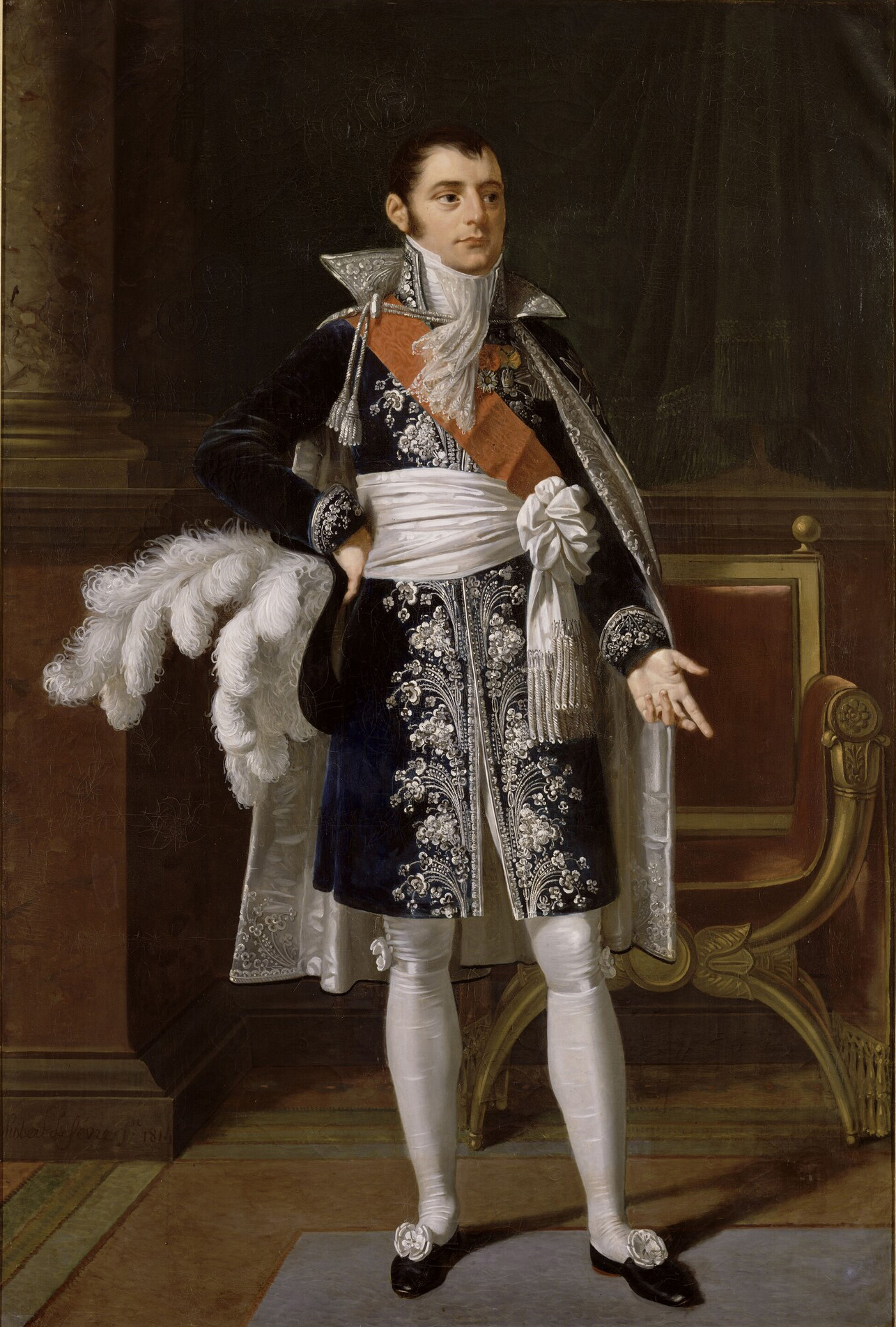
صافاري دي روفيغو
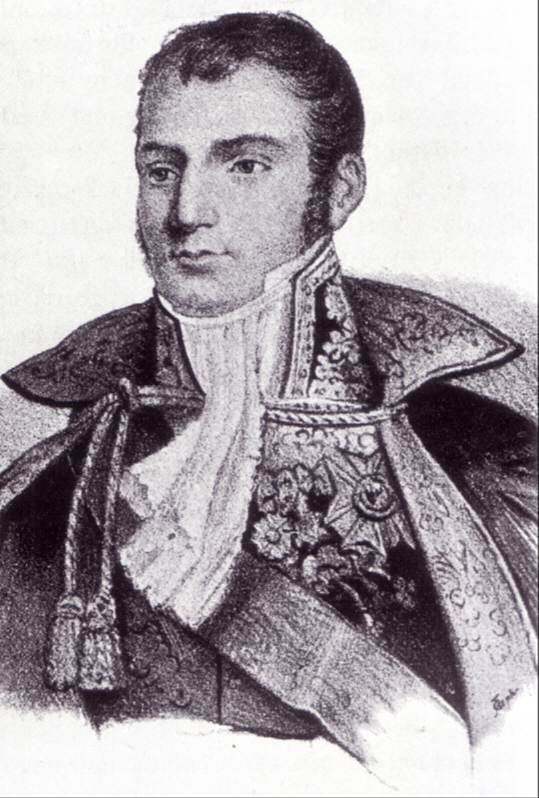
صافاري دي روفيغو